# São João das Tábuas
São João das Tábuas é uma localidade portuguesa situada  na freguesia do Louriçal, Município de Pombal, Distrito de Leiria. Fica situada entre Casal da Rola e Casais do Porto. Está distanciado cerca de 4 km do Louriçal.

## Significado do nome
Etimológico: S. João: santo. Tábua: superfície sobre a qual assenta a escultura em madeira.
Popular: Em tempos antigos existia naquela aldeia uma pequena capela cujo padroeiro era S. João das Tábuas. As pessoas resolveram dar o nome do seu padroeiro à terra. Agora a capela já não existe.